# 八八艦隊物語
『八八艦隊物語』（はちはちかんたいものがたり）は、横山信義作の架空戦記。横山の処女作である『鋼鉄のレヴァイアサン』と、本編5巻・列伝2巻・外伝3巻によって構成される。

## 各巻題名
ISBNは前者がノベルス、後者が文庫版。
- 鋼鉄のレヴァイアサン（ISBN 419154912X）（ISBN 4198907773）
- 本編
  1. 栄光（ISBN 4191550098）（ISBN 4122030978）
  2. 暗雲（ISBN 4191550764）（ISBN 4122031478）
  3. 奮迅（ISBN 419155204X）（ISBN 4122031974）
  4. 激浪（ISBN 4198500223）（ISBN 4122032377）
  5. 弔鐘（ISBN 4198500894）（ISBN 412203308X）
- 列伝
  1. 航跡（ISBN 4198501408）…らいとすたっふ編、横山監修
  2. 瀑竜戦記（ISBN 4198502447）…檀茂・初瀬深雪著、横山編
- 外伝
  1. 鋼鉄のキメラ（ISBN 4198503311）
  2. 鋼鉄のメロス（ISBN 4198503656）（ISBN 4059004901）
  3. 鋼鉄のガルーダ （ISBN 4198503796）（ISBN 4059005096）

## あらすじ
199X年、北朝鮮の独裁者が死亡し南北朝鮮が統一を行おうとする最中、ロシア極東軍管区が暴走し朝鮮半島に侵攻する事態が生じる。陸軍に引きずられる形でロシア太平洋艦隊も対馬上陸作戦を行うため、25インチ主砲を擁する超巨大戦艦のトハチェフスキー級「ヴァツーチン」を主力とした艦隊がウラジオストクを出航する。これに対し韓国を支援するアメリカ合衆国第七艦隊も22インチ主砲を搭載する超巨大戦艦プレジデント・シリーズに連なる「リンカーン」「ジェファーソン」を主力とした部隊を派遣。ここに太平洋戦争以来となる海軍の主力艦「戦艦」による艦隊決戦が日本海を舞台に行なわれようとしていた。
これより約60年前になる昭和14年、嶋田繁太郎は山本五十六の後任として連合艦隊司令長官に就任するため、呉の軍港にいた。そこには戦艦8隻、巡洋戦艦8隻からなる八八艦隊の巨艦達がいた。航空主兵論者であった前任者とは異なり、大艦巨砲主義者である彼は同じく戦艦を主力とした米海軍に対し当然ながら戦艦による決戦以外、考えはなかった。
2年後の昭和16年、太平洋戦争が開戦し日米海軍は戦艦を主力として、多くの鉄と血と涙を太平洋に飲ませることになる。

## 概要
本シリーズは八八艦隊や三年艦隊計画の戦艦・巡洋戦艦と、その後継艦が海軍の主力となり、大艦巨砲主義が第二次世界大戦以降も軍事常識であり続けた世界を描いた作品である。
日露戦争において第一次ポーツマス会議が決裂した後、陸軍が第二次奉天会戦と続く遼陽への撤退戦で大敗をした結果、海軍（特に艦隊派）の発言力が大きく拡大した世界となっている。このことを背景に海軍はワシントン軍縮会議を拒否、続くローマ軍縮会議で補助艦比率の大幅な削減と主砲口径を16インチまでとすることで、諸外国も妥協をし八八艦隊は生き残ることになった。
これにより戦艦に多くの予算が振り向けられた結果、日本だけでなく他の国も航空機の発展に支障を生じさせ、航空主兵主義は日の目を見ることなく太平洋戦争を終えている。そのため、冷戦時においても戦艦は海軍の主力であり続けた。
当時（1990年代前半）の作品としては珍しく、本書は日本がアメリカに勝利するという展開ではなく、航空機が量産できない状況故に史実よりは海軍は善戦する。しかし、結局は根本的な問題である国家戦略から兵器に至る様々な認識の甘さや国力の差により、史実と同じくポツダム宣言受諾という形で降伏を迎えている。
戦艦相打つ太平洋戦争を描く「本編」、データ集や戦前・戦後史や戦艦以外の兵器に視点をおいた「列伝」・「外伝」、そして大艦巨砲主義の極限とその終焉を描いた『鋼鉄のレヴァイアサン』というシリーズ構成となっている。

## 兵器
- 八八艦隊・三年艦隊計画以前の戦艦・巡洋戦艦は除外する。

### 戦艦・巡洋戦艦
- 日本
  - 八八艦隊以前
    - 金剛級戦艦（金剛、比叡、榛名、霧島）…史実の2度の改装を1回で、ただし予算の都合で10年かけて実行。比叡のみは一時期練習戦艦に改装されているが、これは八八艦隊計画に伴う予算不足のため。比叡の改装が大和級戦艦のテストとされたのも史実同様。
    - 扶桑級戦艦（扶桑、山城）…史実の第1次改装と第2次改装の内容の一部を、1回の改装で実行。ただし煤煙の逆流などの問題点（史実では第1次改装で露呈。第2次改装で改善）について、再度の改装を行う機会を得られず（八八艦隊の改装でドックが埋まり、予算が不足したため）、欠点を抱えた艦となった。史実では改装後に扶桑と山城では、3番砲塔の係止位置が逆になっているが、本作中でどうなっているかは不明（「列伝」の図では、3番砲塔は艦首に向けられているが、扶桑だけなのか山城も同様なのか不明）。
    - 伊勢級戦艦（伊勢、日向）…史実の小規模改装と大改装の内容の一部を、1回の改装で実行。主砲仰角の引き上げは小規模改装と同じ30度。機関の換装は行われるも一番煙突の撤去は行われず、煙の逆流問題は防止キャップを取付けて対応。

  - 八八艦隊
    - 長門級戦艦（長門、陸奥）…概ね史実と同様の就役と2度の改装を行っているが、相違点として加賀型が就役している事による主砲塔の不換装や、艦首のクリッパー型への変更がある。
    - 加賀級戦艦（加賀、土佐）…財政問題から予定より1年遅れて就役。長門型とほぼ同じ2度の改装を行なっている（相違点は煙突が誘導煙突であること）。
    - 天城級巡洋戦艦（天城、赤城、愛宕、高雄）…加賀型と同じ理由で1年半遅れて就役。また同様の改装を1度に実施している。なお天城は、建造中に関東大震災で一部破損するも、史実のように廃棄するほどの損傷には至っていない。
    - 紀伊級戦艦（紀伊、尾張、駿河、近江）…上記と同じ理由で計画よりも起工を遅らせたために、昭和6年より就役。当初よりパゴダマスト・誘導煙突・艦種形状のクリッパー型への変更等が行われている。これらは加賀級・天城級の改装にも反映された。
    - 伊吹級巡洋戦艦（伊吹、鞍馬、穂高、戸隠）…ローマ条約違反を承知の上で18インチ砲を搭載。そのため、公表された写真は全て主砲と艦橋が修正され、パコダマストを採用しているにも関わらずに図版などでは艦橋は七柱型になっており、正確な艦容は不明。また煙突は軽量化の為、誘導煙突ではなく通常の直立した一本煙突となっている。戦争初頭のマーシャル沖海戦で18インチ砲搭載の事実が露見し、条約違反の「騙し討ち」として米国世論を反日に向かわせてしまう。

  - 八八艦隊以降
    - 大和級戦艦（大和、武蔵）…米軍の通商破壊戦により「大和」は約3ヶ月、「武蔵」は約7ヶ月就役が遅れている。未成となった3番艦「信濃」は、終戦後アメリカ海軍に接収・編入され「フロリダ」となった。
- アメリカ
  - 三年艦隊計画
    - コロラド級戦艦（コロラド、メリーランド、ワシントン、ウェストバージニア）
    - サウスダコタ級戦艦（サウスダコダ、インディアナ、モンタナ、ノースカロライナ、アイオワ、マサチューセッツ）
    - レキシントン級巡洋戦艦（レキシントン、コンステレーション、サラトガ、レンジャー、コンスティチューション、ユナイテッド・ステーツ）

  - 第二次世界大戦中
    - アラバマ級戦艦（アラバマ、ミネソタ、イリノイ、ロードアイランド）…史実のサウスダコタ級戦艦に相当。ただし主砲は50口径に変更
    - ミズーリ級戦艦（ミズーリ、ニュージャージー、ウィスコンシン、ケンタッキー）…史実のアイオワ級戦艦に相当
    - ルイジアナ級戦艦（ルイジアナ、ニューハンプシャー、オハイオ、メイン、コネチカット、ワイオミング、ネブラスカ、オレゴン、カンザス、ノース・ダコタ、ジョージア（キャンセル））…史実のモンタナ級戦艦に相当。ジョージアの資材はフロリダに転用

  - 冷戦時
    - フロリダ…未成の大和型3番艦信濃を、ジョージアの資材の流用によって完成させた。米海軍唯一の18インチ砲搭載艦。
    - ユナイテッド・ステーツ級戦艦（ユナイテッド・ステーツ、サウス・ダコタ、マサチューセッツ、モンタナ）…基準排水量102,000トン、51口径20インチ砲3連装4基12門、31ノット
    - ハズバンド・E・キンメル…基準排水量124,500トン、60口径20インチ砲3連装5基15門。原子力戦艦
    - ジョージ・ワシントン級戦艦（プレジデント・シリーズ）（ジョージ・ワシントン、エイブラハム・リンカーン、ジョン・F・ケネディ、セオドア・ルーズベルト、ドワイト・D・アイゼンハワー、トーマス・ジェファーソン、ハリー・S・トルーマン、他一隻艦名不詳）…全長350メートル、基準排水量152,000トン、60口径22インチ砲3連装3基9門
- イギリス
  - ライオン級戦艦（ライオン、テレメーア、サンダラー）…キング・ジョージ5世級戦艦4・5番艦の資材を流用して急造されたため、本来のライオン級とは詳細が異なるとされる
  - この他、ネルソン級戦艦三番艦「ホーンブロワー」が就役
- ソビエト・ロシア
  - ソビエッキー・ソユーズ級戦艦（同型艦三隻）
  - クロンシュタット級巡洋戦艦（クロンシュタット、セヴァストポリ）
  - レニンスキー・コムソモール級戦艦（レニンスキー・コムソモール、クラスヌイ・ピオネール）…全長278メートル、基準排水量78,000トン、50口径18インチ砲連装4基8門、32ノット。当初6隻竣工予定もスターリン批判の影響により2隻のみ竣工。
    - その他20インチ砲搭載のレーニン級4隻の建造予定があったが、スターリン批判の影響で建造中止。

  - トハチェフスキー級戦艦（ミハエル・トハチェフスキー、ヴァシリー・チュイコフ、ニコライ・ヴァツーチン、コンスタンチン・ロコフスキー（キャンセル））…全長400メートル、全幅50メートル、基準排水量218,000トン、58口径25インチ砲3連装3基9門。「鋼鉄のレヴァイアサン」とあだ名される。ヴァシリー・チュイコフは、ロシアとウクライナの間で帰属権争いが起きている。

### 巡洋艦
日本の重巡は利根型が存在しない。最上型は当初より20センチ砲を搭載している（史実と同様の15センチ砲は当初検討されるも廃案となる）。そのため、史実で15センチ砲を搭載したための主砲配置の変更が、本作中では「理由不明」とされる。また大和級の副砲は新規開発となっている。軽巡は「大井」「北上」の活躍から球磨級の他の艦や「阿武隈」以外の長良級が重雷装艦に改装されている。
アメリカについては史実と概ね変化なし。但しアラスカ級は存在しない。戦後に建造された原子力巡洋艦「ロングビーチ」は、原子力戦艦のハズバンド・E・キンメルの実験艦とされる。作品世界の「鋼鉄のリヴァイアサン」の時代においては、海戦は戦艦どうしの主砲の撃ち合いに先だって、まずはミサイルの撃ち合いにおいて互いの補助艦を潰し合うのが定石とされ、タイコンデロガ級ミサイル巡洋艦は、その際に艦対艦ミサイル迎撃用に活躍する存在となっている。
旧ソ連・ロシアにおいては、キーロフ級ミサイル巡洋艦が存在しないが、それ以外は史実通りで、アメリカ海軍よりも艦対艦ミサイルにおいて優勢だが、ミサイル迎撃能力では大きく水をあけられている。

### 航空母艦
史実と異なり日米両海軍とも戦艦改装の空母はない。また開戦時に保有している正規空母は、日本海軍は蒼竜・飛竜、翔鶴級・隼鷹級の各2隻。軽空母として鳳翔・龍驤・瑞鳳。雷撃艇母艦に転用された雲竜、そして完成時には既に使い道がなかった大鳳を就役させている。
大鷹など民間船の改装空母は、元来は戦時に仮装巡洋艦とすべく民間船に助成したものが、用兵側の反対により空母に改装された。飛鷹は戦時には「仮装巡洋艦でない正規の巡洋艦」に改装される目的の船であったが、排水量が中途半端だったためこれを断念し、空母に改装された。
なお、史実と異なり日本の空母は藤本喜久雄の主導の元、戦艦以外の艦が長時間ドックを占拠しないよう「蒼竜」から電気溶接を用いたブロック工法が全面的に採用されており、またダメージコントロールにも優れていた。
アメリカ海軍はヨークタウン級の3隻と、エセックス級を4隻（2隻は戦後完成）。戦後は空母を建造しなかったため、エセックス級がAV-8を搭載するVTOL機母艦として長らく使用された（現実ではエセックス級はF-8の運用は可能だが、F-4の運用は不可能で、70年代中頃には正規空母としては退役）。
英仏両国は詳細は不明だが、戦後も空母を建造。フォークランド紛争においてハーミス・インヴィンシブルが活躍し、先見の明を示す。その際にアルゼンチン海軍の空母バイアブランカ（旧日本空母瑞鶴）が空母戦も挑むも、搭載機（A-4スカイホーク）の性能差は大きく、敗北。
ソ連は詳細不明であるが、第2次日本海海戦時に太平洋艦隊に空母が配備されておらず、対艦ミサイル迎撃に関してはヴァツーチンに搭載されたKa-50が行ったことから建造していない可能性すらある。

### 駆逐艦
特型から朝潮型の間にあった初春型、白露型が存在しない。特型は藤本の設計を平賀譲が修正をしている。そのため、第四艦隊事件は発生せず、藤本は海軍で辣腕を振り続けることになっている。
秋月型は、18インチ砲艦が爆風により主砲射撃時に高射砲が使用不能となるため、その対策として建造された。航空機が軽視されている影響で理解が得られず、6隻の実験目的での建造に留まる（実戦参加は2隻）。
アメリカ／旧ソ連・ロシアについては巡洋艦と同じく史実と概ね変化はない。

### 航空機
- 戦闘機

日本海軍は史実と概ね変化は無い。零戦は金星搭載型の五三型まで採用。雷電は視界向上のため四三型より涙滴型風防を採用。紫電改は史実より航続性能が向上し（山口多聞の強い要請による）、沖縄で活躍。紫電改が戦艦大和護衛に成功する事によって、大和が航空機では撃沈できないという伝説を作るという、皮肉な結果となる。烈風は少数が実戦参加の機会を得る。
日本陸軍は、海軍の雷電を「二式戦闘機鍾馗」として採用。二式複座戦闘機は存在しない。三式戦闘機がハ40 エンジン搭載を断念し、当初からハ112空冷エンジンを搭載して就役。他は史実に同じ。
アメリカ軍は、史実に存在した機体で未登場の機体があるものの、存在しないのか、単に作中での登場機会が無かったのか不明。
戦後のアメリカ海軍はファントムの艦載機運用がキャンセルされ、空母搭載を前提としたトムキャット計画が却下されている（後に原子力空母建造決定の際に、再検討される）。代わりにハリアーが弾着観測、または対艦ミサイル迎撃用に採用されている。
- 攻撃機

九一式航空魚雷が大和級戦艦のバルジを貫通できなかったことを理由に第一線で使用されず、九七式艦攻は雷撃機以外の用途で使用されることになる。また天山は採用されず、流星もごく少数しか使用されなかった。
一式陸上攻撃機も開発の失敗（試作運用中に小銃で撃墜されるという事件があり、防弾性能が問題視された）により、「一式輸送機」として運用された。そのため九六式陸攻が使用され続けた。
- 爆撃機

昭和15年の「急降下爆撃特別演習」により、九九式艦爆を対地精密爆撃に使用することになり、彗星も二式艦上偵察機としてのみ採用された。
アメリカの重爆撃機開発は戦艦建造に予算がとられた影響で遅れが生じ、B-29の初の実戦使用は広島への原爆投下にずれ込んでいる。

### その他

#### 日本
- 瀑竜 - 日本海軍が開発した高速魚雷艇。九五式酸素魚雷を艦隊決戦で使用すること目的に開発された。発動機には三式戦闘機での使用が取りやめられたハ40を使用し、速力43ノットの発揮が可能になった。1944年2月のトラック沖海戦から参加。戦果をあげるも損失も大きく、特に1944年10月のサン・ベルナルディノ沖海戦ではF6F戦闘機の攻撃で「フィリピンの七面鳥撃ち」と呼ばれるほど一方的被害を被る。命名は吉岡等少佐。
- 九五式酸素魚雷 - 八八艦隊計画艦や超八八艦隊艦に相当する敵艦に対抗するために開発された81cm酸素魚雷。炸薬量1.2tと十分な破壊力を持っていたが、射程が4000m/46ノット･8000m/42ノットと非常に短いため、当初は戦艦に装備された艦載水雷艇（実態は内火艇）にのみ搭載された。
- 雲竜 - 瀑竜搭載用の雷撃艇母艦。改飛竜級空母として建造されていたが、瀑竜の実用化に目途がついたことを受けて艦尾発着艦口の設置や格納庫の改修などを行って竣工した。飛行甲板などはそのまま残されたので戦闘機回収・特攻機搭載に使われた。
- 五式試製誘導爆弾 - フリッツXを国産化。日立沖航空戦で銀河に搭載され、ルイジアナ級戦艦ニューハンプシャーを大破するも、撃沈には至らず、先年のローマ撃沈は例外的とされ、戦闘行動中の戦艦は航空機で撃沈不可能という例証とされた。
- 八九式航空魚雷 － 航空自衛隊が開発した対トハチェフスキー級戦艦用航空魚雷。自動深度調節装置を備えており、弾頭部のセンサーで目標の喫水を探知して、艦底部に突入して起爆する。ただしセンサーが脆弱なため投下時は高度800~1000m、速度マッハ0.8以下とされ、戦闘機･対空火器を排除した制空権の絶対確保が必要とされた。略称ALT-1。

#### アメリカ
- ウェザーマン - B-24を改造した特殊観測機。爆弾槽を改造して中高度から高高度の大気状態を観測する機材を積み込んでおり、観測データを戦艦に通報する事で主砲の発射角度を修正し遠距離での主砲命中率を向上させる事ができた。サンベルナルディノ沖海戦で20機が参加し主砲口径に勝る日本艦隊をアウトレンジする事が可能になった。

#### ソ連/ロシア
- 魔女の眼（バーバヤーガのめ）- 「制空権なき海域での制海権確保」を目的にソビエト時代に開発された衛星弾着観測システム。監視衛星から主砲の弾着位置を観測し、射撃統制コンピューターが発射角度を補正するシステムであり、グラスノスチの折にも公開されずソ連崩壊後も西側諸国に存在を知られていない最高機密。